# Baldissero Torinese
Baldissero Torinese é uma comuna italiana da região do Piemonte, província de Turim, com cerca de 3.240 habitantes. Estende-se por uma área de 15 km², tendo uma densidade populacional de 216 hab/km². Faz fronteira com Castiglione Torinese, Torino, San Mauro Torinese, Pavarolo, Pino Torinese, Chieri.

## Demografia
| Variação demográfica do município entre 1861 e 2011                               |
|                                                                                   |
| Fonte: Istituto Nazionale di Statistica (ISTAT) - Elaboração gráfica da Wikipedia |